# Vytautas Petras Knašys
Vytautas Petras Knašys (* 13. Mai 1937 in Garliava, Rajongemeinde Kaunas) ist ein litauischer Agronom und Politiker, Minister.

## Leben
1956 absolvierte er Technikum für Gartenbau in Freda und 1961 das Studium der Agronomie an der Lietuvos žemės ūkio akademija und 1971 promovierte. Von 1961 bis 1965 arbeitete er in Vytėnai, von 1965 bis 1967 in Samališkė, von 1967 bis 1989 Direktor der Filiale Vėžaičiai eines Forschungsinstituts, von  1989 bis 1990 Landwirtschaftsminister von Sowjetlitauen, von 1990 bis 1991 und von 1996 bis 1998 (im Kabinett Vagnorius II) Landwirtschaftsminister Litauens, von 1996 bis 2000 Mitglied im Seimas.
Er war Mitglied von Lietuvos komunistų partija, ab 1996 Tėvynės sąjunga.
Mit Frau Dalia hat er die Kinder Valdas, Rasa, Milda.
| Personendaten    | Personendaten                               |
| ---------------- | ------------------------------------------- |
| NAME             | Knašys, Vytautas Petras                     |
| KURZBESCHREIBUNG | litauischer Agronom und Politiker, Minister |
| GEBURTSDATUM     | 13. Mai 1937                                |
| GEBURTSORT       | Garliava, Rajongemeinde Kaunas              |